# طقسوس برقوقي ماني
طقسوس برقوقي ماني (الاسم العلمي:Cephalotaxus mannii) هو نوع من النباتات يتبع جنس الطقسوس البرقوقي من الفصيلة الطقسوسية.